# Billy Mills

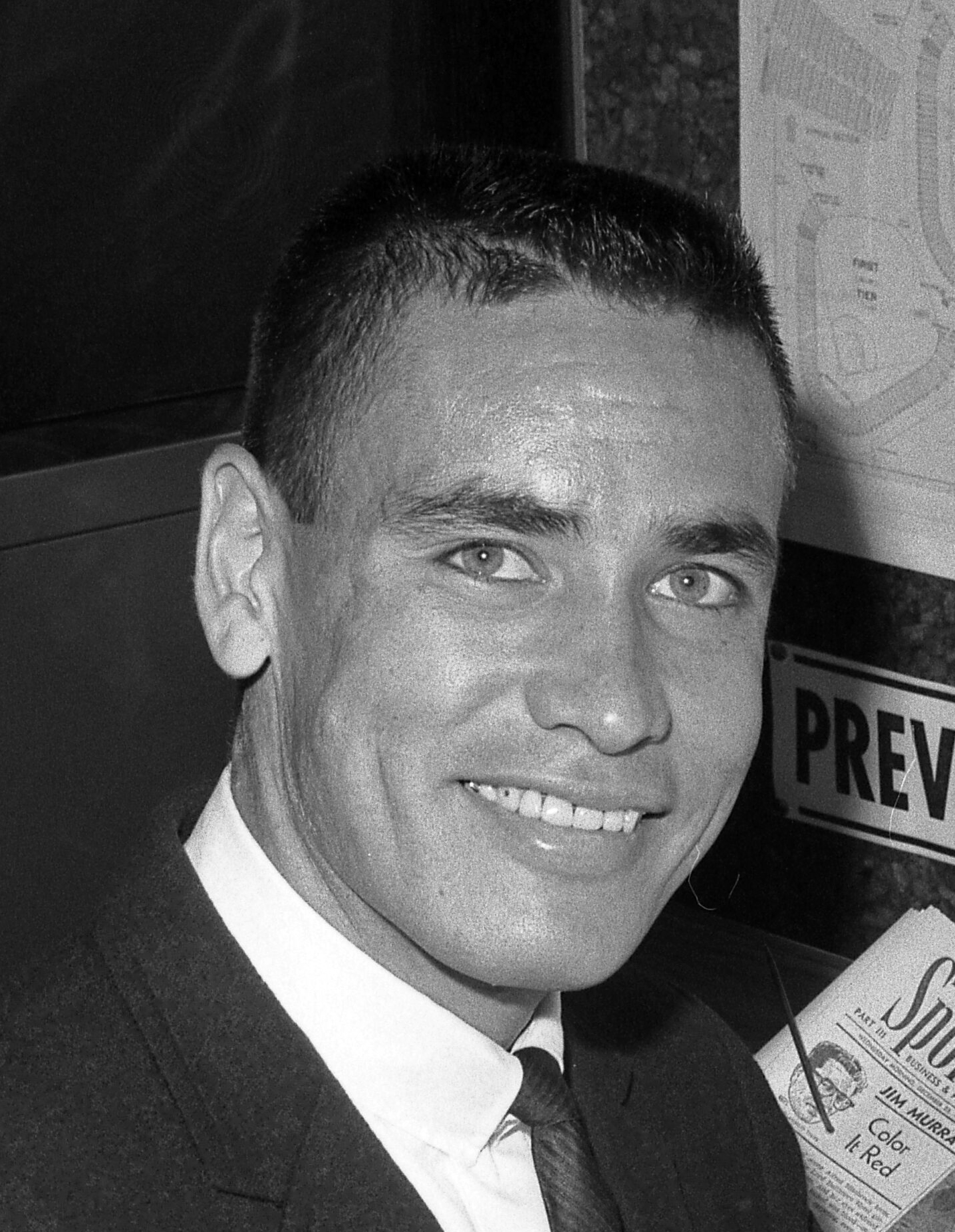
Billy Mills (1964)

Billy Mills (eigentlich: William Mervin Mills; * 30. Juni 1938 in Pine Ridge, South Dakota) ist ein ehemaliger US-amerikanischer Langstreckenläufer und Olympiasieger. Sein Indianername war Makata Taka Hela (Respektiere die Erde/das Land).

## Leben
Billy Mills gehört zum Indianerstamm der Oglala-Lakota-Sioux und wuchs in der Pine Ridge Reservation auf. Mit zwölf Jahren wurde er Vollwaise und wurde auf das Haskell Institute, einem Internat für Indianer, nach Lawrence, Kansas, geschickt. Hier begann er zuerst mit Boxen, wechselte dann aber zur Leichtathletik und bekam ein Leichtathletikstipendium von Bill Easton für die University of Kansas, nachdem er drei Jahre lang der High School Meister von Kansas im Crosslauf geworden war. Hier wurde er drei Jahre lang amerikanischer Meister im Crosslauf (ca. 8 km). Easton favorisierte ein umfangreiches Langlauf-Wintertraining (dem kalten Winter in Kansas angepasst), das Mills gewohnt war, und ein für ihn ungewohntes intensives Intervall-Training im Frühjahr.
Nach seiner Graduierung als Sportlehrer (B.S.) wurde er Leutnant des United States Marine Corps. Er gab das Laufen für eine Weile auf, kehrte dann aber wieder zurück und qualifizierte sich 1964 für die Olympischen Spiele in Tokio. Bei den Marines setzte er auch in Marine Corps Base Camp Pendleton, Kalifornien sein Training – meist im Gelände – fort (100 Meilen/Woche), wie er es von Easton gewohnt war.
Der Favorit im 10.000-Meter-Lauf im Olympia-Finale war der Australier Ron Clarke, der amtierende Weltrekordhalter. Ebenfalls favorisiert waren Pjotr Bolotnikow aus der Sowjetunion und der Neuseeländer Murray Halberg, Olympiasieger von 1960 über 5000 Meter. Mills war damals praktisch unbekannt; das Olympia-Finale war erst sein fünftes Rennen über diese Distanz. 24 Stunden zuvor hatte er im Training die 220 yards in 23,6 Sekunden zurückgelegt, das war persönliche Bestzeit und gab ihm selbst die Gewissheit, die Goldmedaille in Griffweite zu haben, wenn er es fertigbringen sollte, bis zur Zielgeraden mit der Spitze des Teilnehmerfeldes mitzuhalten. Seine Bestzeit vor Olympia war rund eine Minute langsamer als die von Clarke.
Das Rennen wurde von Clarke sehr schnell angegangen. Zwei Runden vor Schluss konnten nur zwei Läufer mit ihm mithalten, der Tunesier Mohamed Gammoudi und Mills. 300 Meter vor dem Ziel wurde Mills von Clarke unsanft beiseite gedrückt, aber der Amerikaner holte die verlorenen Meter rasch wieder auf. Alle drei Läufer lagen noch eingangs der Zielgeraden eng beieinander, doch Mills übersprintete beide Konkurrenten kurz vor dem Ziel und gewann das Rennen in einer Zeit von 28:24,4 min, fast 50 Sekunden schneller als seine bisherige persönliche Bestleistung. Das hektische Rennen wurde durch eine Vielzahl an Überrundungen und Läufern, die „im Wege“ waren, geprägt. Besonders fair war Siegfried Herrmann, der, überrundet, eingangs der Zielgeraden Platz für Mills machte, der somit auf Bahn 4 seinen unwiderstehlichen Endspurt ansetzen konnte. Damit sorgte Mills für die größte Sensation an diesen Spielen. Da in Tokio schlechtes Wetter herrschte (Kunststoffbahnen erst ab 1968), es keine Vorläufe gab, wühlten 29 Sportler die Bahn über 25 Runden auf. Auf diesem „Acker“ fühlte sich der Crossläufer Mills zu Hause. Mills wurde anschließend auch 14. im olympischen Marathonlauf.
Später lief Mills US-Rekorde über 10.000 Meter und über 3 Meilen, sowie einen Weltrekord über 6 Meilen.

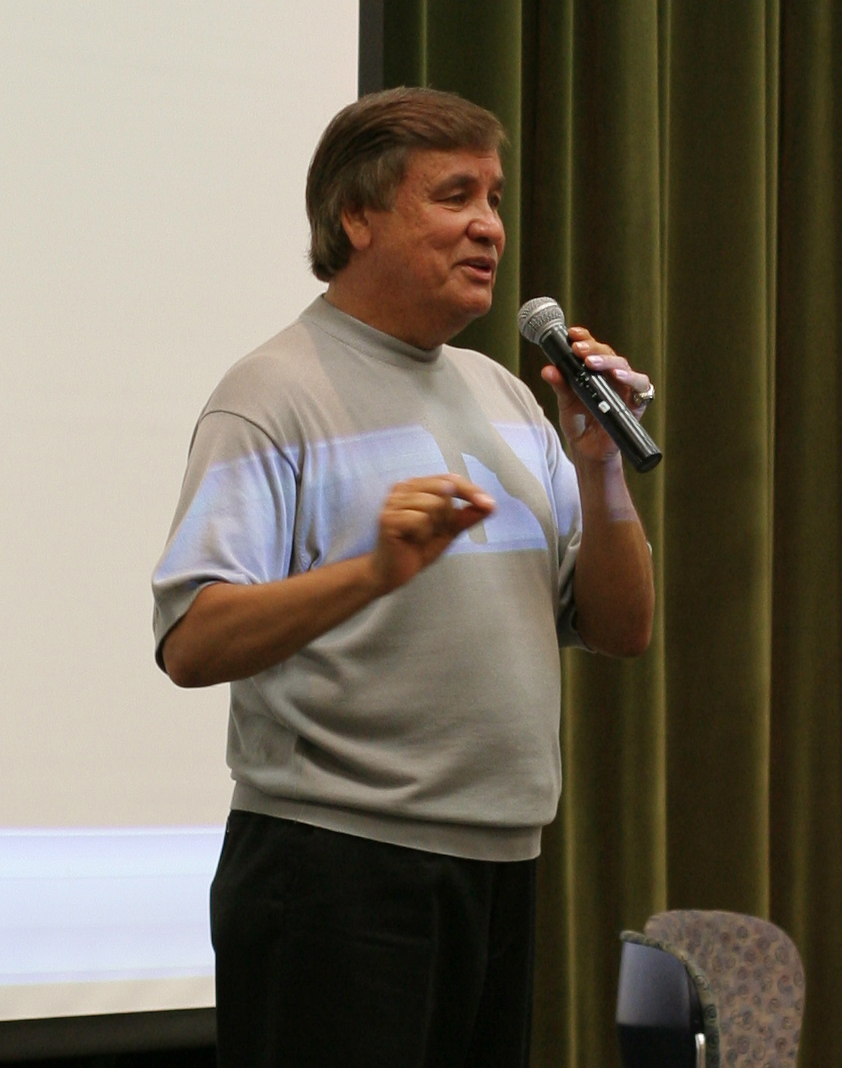
Billy Mills (2007)

Billy Mills ist 1,80 m und wog in seiner aktiven Zeit 68 kg. Sein Leben wurde 1984 verfilmt (Running Brave, mit Robby Benson in der Hauptrolle). Zusammen mit Nicholas Sparks verfasste er 1990 das Buch Wokini oder Die Suche nach dem verborgenen Glück (Wokini. A Lakota Journey to Happiness and Self-Understanding).
Nach Ausscheiden aus dem Marine Corps arbeitete er als freiberuflicher Motivationssprecher, war das ehrenamtliche Sprachrohr des Running Strong for American Indian Youth, sammelte u. a. für den Christian Relief Services mehr als 200 Millionen US-Dollar, gehörte mit Arnold Schwarzenegger dem President’s Council on Physical Fitness and Sports an. Er wurde 1990 Healthy American Fitness Leader, erhielt 1993 die Distinguished Service Citation (University of Kansas), wurde in die United States Olympic Hall of Fame, die United States Track and Field Hall of Fame die National Distance Running Hall of Fame, Kansas Hall of Fame, die San Diego Hall of Fame und National High School Hall of Fame aufgenommen.